# Dramat historyczny

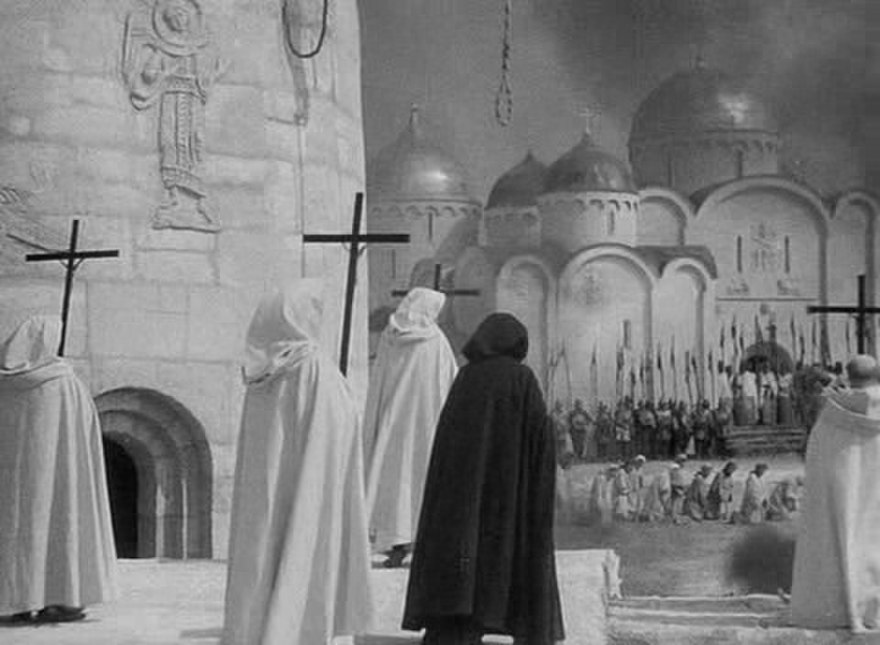
Aleksander Newski (1938), kadr

Dramat historyczny – gatunek twórczości literackiej i filmowej obejmujący utwory, które czerpią materiał tematyczny z zasobu wiedzy o dziejach danego narodu lub dziejach powszechnych.
Odmianą dramatu historycznego jest elżbietańska kronika dramatyczna, występująca między innymi w twórczości Christophera Marlowe'a (Edward II) i Williama Szekspira (Henryk IV, Henryk V, Henryk VI, Ryszard III). Do tradycji kroniki dramatycznej nawiązał George Bernard Shaw, tworząc sztukę Święta Joanna.
Przykładem dramatu historycznego w literaturze polskiej jest Kiejstut (1878) Adama Asnyka.